# إميل بيترسون
إميل بيترسون (بالسويدية: Emil Pettersson)‏ هو لاعب هوكي الجليد سويدي، ولد في 14 يناير 1994 في سوندسفال في السويد.

## وصلات خارجية
- إميل بيترسون على موقع دوري الهوكي الوطني (الإنجليزية)
- إميل بيترسون على موقع دوري الهوكي للقارات (الإنجليزية)
- إميل بيترسون على موقع EliteProspects.com (الإنجليزية)
- إميل بيترسون على موقع HockeyDB.com (الإنجليزية)